# Drapetomanie

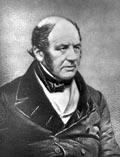
Objevitel drapetomanie Samuel Cartwright (1793-1863)

Drapetomanie (z řeckého δραπετης, drapetes, uprchlíci a μανια, mania, šílenství) je údajná duševní porucha popsaná americkým lékařem Samuelem A. Cartwrightem, která měla způsobovat prchání černých otroků ze zajetí. Dnes je drapetomanie pokládána za příklad pseudovědy a za součást konstrukce vědeckého rasizmu.

## Popis, vznik a léčba
Cartwrigth popsal poruchu – o které řekl, že „byla neznámá našim lékařským autoritám, ačkoliv její symptom, útěk ze služby, je velice dobře znám našim plantážníkům a dozorcům“ – v článku doručeném Louisianské lékařské asociaci, který byl pak hojně dotiskován.
Tvrdil, že nemoc byla zapříčiněna pány otroků, kteří se „příliš sbližovali s otroky, zacházejíce s nimi jako s rovnými“.
„Pokud jeden, či více z nich, a to kdykoliv, mají sklon k pozvedání hlav na úroveň jejich pána nebo dozorce, lidskost a jejich vlastní dobro vyžaduje, aby byli trestáni, dokud neupadnou do stavu podřazenosti, který jim byl určen. Mají zůstávat v tomto stavu a má s nimi být zacházeno jako s dětmi, předcházejíce a léčíce jejich touhu utéci.“
V článku Diseases and Peculiarities of the Negro Race (volně přeloženo jako Nemoci a zvláštnosti negroidní rasy) Cartwright píše, že bible vyžaduje, aby byl otrok poslušný svého pána a neměl by mít touhu utíkat. Kromě způsobu, jak diagnostikovat drapetomanii, Cartwright též určil lék. Domníval se, že s „řádnou, přesně dodržovanou, lékařskou pomocí lze tomuto nepříjemnému utíkání černochů téměř úplně zabránit“. V případě otroků „rozmrzelých a nespokojených bez příčiny“, což považoval za výstražné znamení hrozícího útěku, předepisoval Cartwright „vybičovat z nich ďábla“ jako „preventivní opatření”.